# Église Saint-Josse de Saint-Josse-ten-Noode

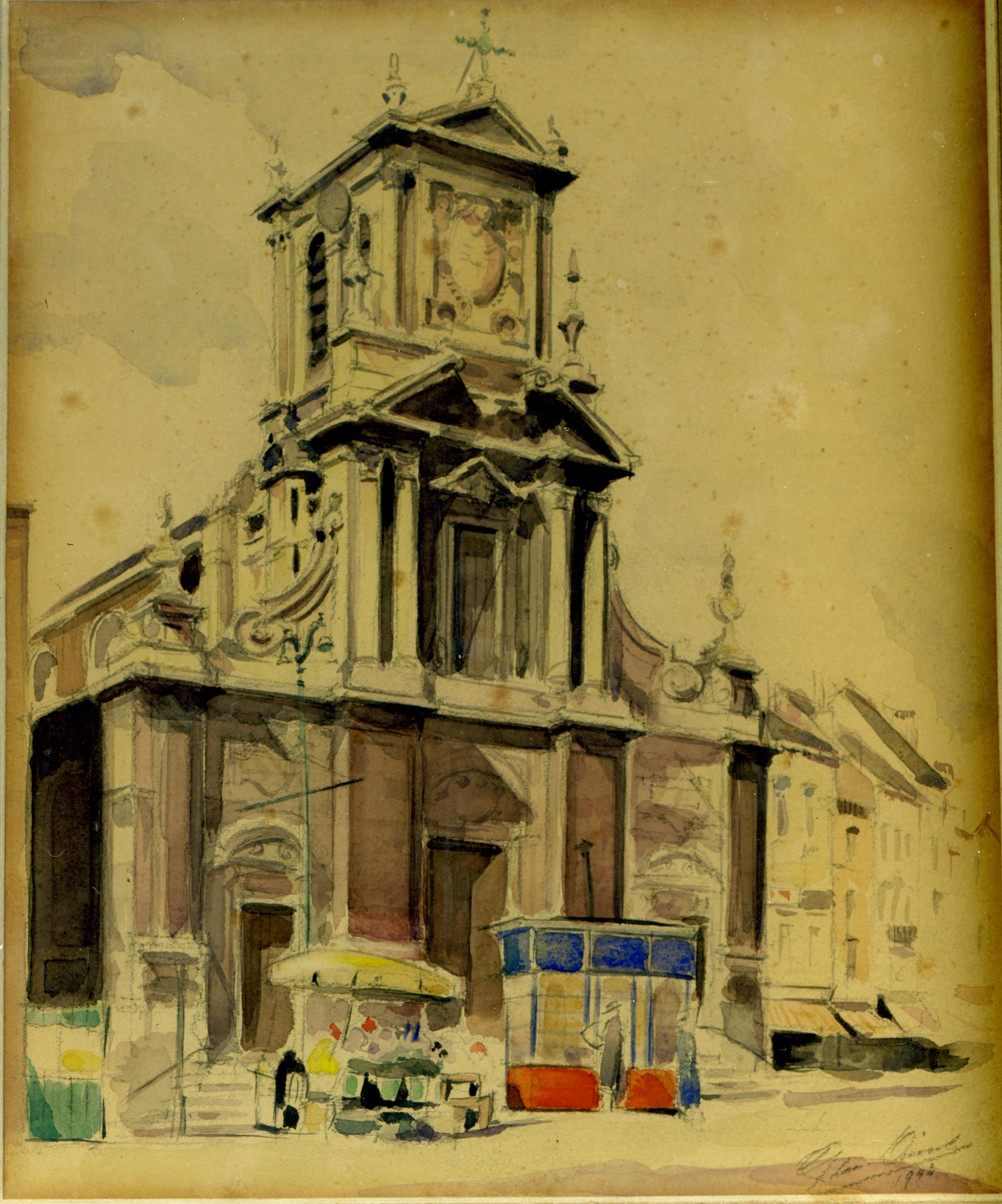
Église Saint-Josse à Saint-Josse-ten-Noode de style néobaroque. Aquarelle par Léon van Dievoet, 1942.

Pour les articles homonymes, voir Église Saint-Josse.
L'église Saint-Josse (en néerlandais : Sint-Joostkerk) à Saint-Josse-ten-Noode (Bruxelles) est une église de style néobaroque construite à partir de 1867 par l'architecte Jules-Jacques Van Ysendyck qui a repris les travaux commencés dès 1864 par Jean-Frédéric Van der Rit.

## Situation
L'église se dresse chaussée de Louvain, en face de la place Saint-Josse. Par la rue des Deux Églises elle fait pendant à l'église Saint-Joseph, située square Frère-Orban sur le territoire de la ville de Bruxelles, mais dont la vue est actuellement cachée par des bâtiments élevés.

## Historique
Alors que la mode était de faire revivre les anciens styles nationaux et que le gothique avait presque toujours la préférence, les architectes eurent l'initiative originale de faire renaître un autre style en vogue dans les anciens Pays-Bas, le baroque jésuite tel qu'il avait été codifié par Huyssens.
Ce fut l'architecte et archéologue Jean-Frédéric Van der Rit qui entama la première phase des travaux comprenant la sacristie, le chœur, le transept et quatre travées, mais il démissionnera le 4 juin 1867 et les travaux se poursuivront sous la direction de l'architecte Jules-Jacques Van Ysendyck qui sera chargé de terminer le jubé et le narthex. C'est lui qui a conçu également la façade principale érigée en 1891 qui donne sa caractéristique à cette église.
La paroisse Saint-Josse fait partie de l'unité pastorale Les Coteaux qui fait elle-même partie du doyenné de Bruxelles Nord-Est.

## Patrimoine
- Des souscriptions annuelles ou pour cinq ans pour l'ameublement et l'ornementation de la nouvelle église étaient effectuées chaque année par le vicaire P. C. de Maeyer (homme de lettres) entre 1864 et 1878 pour son curé qui habitait alors chaussée d'Etterbeek 10. Il s'agissait d'un véritable porte-à-porte qu'il réalisait. Son précieux carnet remarquablement tenu indiquait les souscripteurs (financiers, nobles  ou indépendants, commerçants ou plus pauvres, leur adresse et les sommes remises). Ce document est réellement très instructif (collection privée).
- Les autels latéraux[2], sont ceux de l'église disparue des Augustins qui se dressait place de Brouckère. Le maître-autel qui s'y trouve, datant de 1618, œuvre de l'anversois Van Mildert d'après les dessins de Rubens, provient de l'église de la Chapelle et fut transféré à l'église Saint-Josse en 1870[3].
- L'église possède une ancienne copie de la Pietà de Michel Ange, ce chef-d'œuvre plein de tendresse et de sérénité pour reprendre l'expression[4] du poète latin contemporain Michael Pratensis Oirschotanus[5].
- On peut y voir deux huiles sur toile peintes par Charles Louis Saligo :
  - L’Adoration des bergers, 1858[6]
  - Jésus enseignant les docteurs, 1859[7]
- Les baies sont ornées de remarquables vitraux romantiques. Celui qui représente Les noces de Cana est signé Édouard Steyaert[8]

## Curés de Saint-Josse-ten-Noode à partir de 1879 (nouvelle église)
- Chanoine Adolphe Delvigne (1831-1910), curé de 1879 à 1909
- Abbé Pierre-Jean De Smedt, né à Maxenzele[9] (Brabant) le 23 septembre 1859 et décédé à Bruxelles le 8 octobre 1940[10], curé de 1909 à 1929, chevalier de l'ordre de Léopold.
- Abbé Auguste Mussche (1877-1963), curé de 1929 à 1958
- Abbé Emmanuel Vander Goten (1907-1991), curé de 1958 à 1982
- Abbé Jean-Pierre Dupont (1934), curé dès 1982.